# レッドシューズ
レッドシューズ(RED SHOES)は、1981年12月、東京都港区西麻布にオープンしたバーである。1995年に閉店するが、2002年12月、南青山に場所を移し営業を再開する。現在も国内外のアーティストが集う大人の社交場となっている。週末は、DJイベントや、バンドイベントも行われている。
オープン当時からミュージシャンや様々なクリエイターの間で話題になり、日本におけるカフェバーブームの一端を担った。海外の有名アーティストも数多く訪れた。ローリング・ストーンズ、デヴィッド・ボウイ、ピンク・フロイド、ブライアン・フェリー、ザ・クラッシュ、ラモーンズ、ジミー・ペイジ、オノ・ヨーコ、オアシス、プロディジー、プライマル・スクリーム、フー・ファイターズ、ジェット 、ミューズ、ビョークなど世界中からミュージシャンが訪れた。プライマル・スクリームは2006年来日時、コンサート後にレッドシューズでシークレットライブを行った。またザ・ホワイト・ストライプスのジャック・ホワイトは、シーナ&ザ・ロケッツのシーナ主催イベント「BAD GIRLS ROCK #1」で、鮎川誠やThe 5.6.7.8'sとジャムセッションした。
日本のアーティストでは、シーナ&ザ・ロケッツ、THE MODS、アナーキー、尾崎豊、hide、坂本龍一、吉川晃司、東山紀之、内田裕也、矢沢永吉、忌野清志郎、クレイジーケンバンド、奥田民生、池畑潤二、J、中村獅童らが常連だった。
先代レッドシューズオーナーは松山勲、現オーナーは門野久志である。

## メニュー
- ドリンクはスピリッツ、ウィスキーをはじめ、焼酎やカクテルなども充実している。
- フードは本格中華料理を提供し、先代レッドシューズから人気の「スパイシー焼きそば」が名物メニューとなっている。

## イベント
週末はさまざまな定例イベントを行っており、年に一度、「WEAR RED SHOES!」というイベントを開催している。
- Vol.1&2は、青山のオービエントで、また最近は渋谷O-EASTでおこなわれ、奥田民生、鮎川誠、武田真治、いしだ壱成らがプレイ。また中村獅童、J、TAKUYAによる一夜限りのスーパーバンド、西麻布アウトサイダーズが結成された。また会場を訪れる矢沢永吉の顔もあった。

- Vol.3は渋谷O-EASTに会場を移し、井上陽水、奥田民生、小原礼、屋敷豪太によるジートルズが結成され、ビートルズのナンバーを演奏した。またシーナ&ザ・ロケッツのステージにはスペシャルゲストとして、ドクター・フィールグッドのウィルコ・ジョンソンがステージに立った。またこの日遊びに来ていたプライマル・スクリームと知り合い、ウィルコはZEPP TOKYOの彼らのコンサートにゲスト出演した
- Vol.4では、是永巧一率いるWEAR RED SHOESバンドのゲストにTERUがゲスト参加。ジャンピン・ジャック・フラッシュ、ロックンロールを熱唱した。
- Vol.5は、中村獅童、J、仲野茂、内藤幸也、池畑潤二による高樹町ミサイルズ2008が結成され、当日誕生日だった中村獅童の手により、会場にバースデーケーキがまき散らされた。
- Vol.6は、東京、大阪、福岡、金沢と初のツアーが開催され、中村獅童やシーナ&ザ・ロケッツらが参加。金沢では、奥田民生、吉井和哉による、もん&ブラザーズが結成された。2021年12月でレッドシューズは生誕40周年を迎え、翌年10月28日にEX THEATER ROPPONGIにて「レッドシューズ40」と題し鮎川誠を筆頭に、レッドシューズゆかりのミュージシャンが集まり、レッドシューズの40周年を祝うイベントが開催された。出演者は、鮎川誠&LUCY MIRROR、藤井尚之、奥田民生、浜崎貴司、土屋アンナ、HISASHI、池畑潤二、井上富雄、イマイアキノブ、花田裕之、堀江博久、PAINT（MAGUMI、杉本恭一、荒木玲、tatsu、冷牟田竜之、青木ケイタ、YOSHIO、岩井ロングセラー）。同日に、レッドシューズ二代目オーナーの門野久志の著書「レッドシューズ40〜ロックの迎賓館の40年〜」が、ぴあより出版された。

## ROCK by レッドシューズ
移動体向け衛星デジタル放送「モバHO!」の音楽チャンネル「ROCK by レッドシューズ」をプロデュースしている。レッドシューズに縁のあるアーティストや文化人等も登場する。
2009年3月、放送終了。

## 関連書籍
- 門野久志『レッドシューズ40〜ロックの迎賓館の40年〜』ぴあ
- 森永博志/門野久志 『レッドシューズの逆襲』主婦と生活社
- 森永博志 『続ドロップアウトのえらいひと』東京書籍
- 田代洋一 『ロックな生き方』JUICE MOOK
- 散歩の達人POCKET『東京ブルーズ＆ロック地図』交通新聞社